# Parantica phyle
Parantica phyle är en fjärilsart som beskrevs av Felder 1863. Parantica phyle ingår i släktet Parantica och familjen praktfjärilar. IUCN kategoriserar arten globalt som sårbar. Inga underarter finns listade i Catalogue of Life.